# Brunolf Baade
Karl Wilhelm Bruno Baade (Rixdorf, 15 novembre 1904 – Berlino, 5 novembre 1969) è stato un ingegnere tedesco, considerato il padre dell'industria aeronautica della Repubblica Democratica Tedesca.

## Biografia

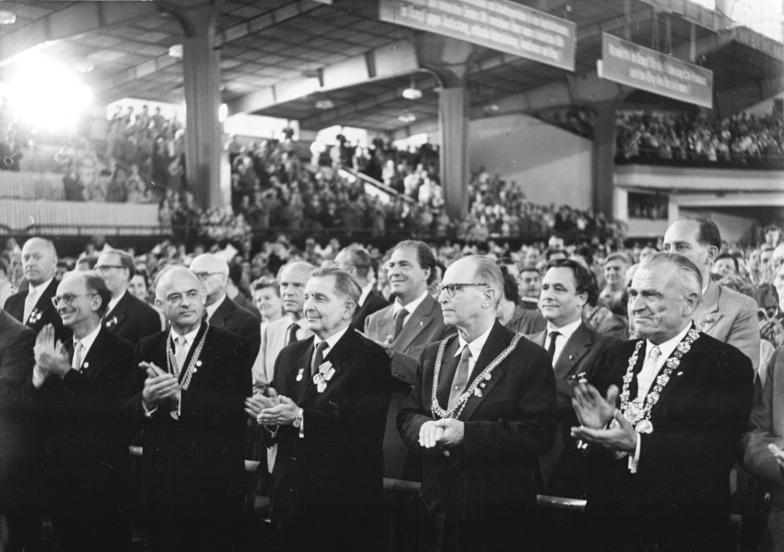
Brunolf Baade (2ª fila, 3° da destra) nel 1958 alla 5ª conferenza del partito Sozialistische Einheitspartei Deutschlands.

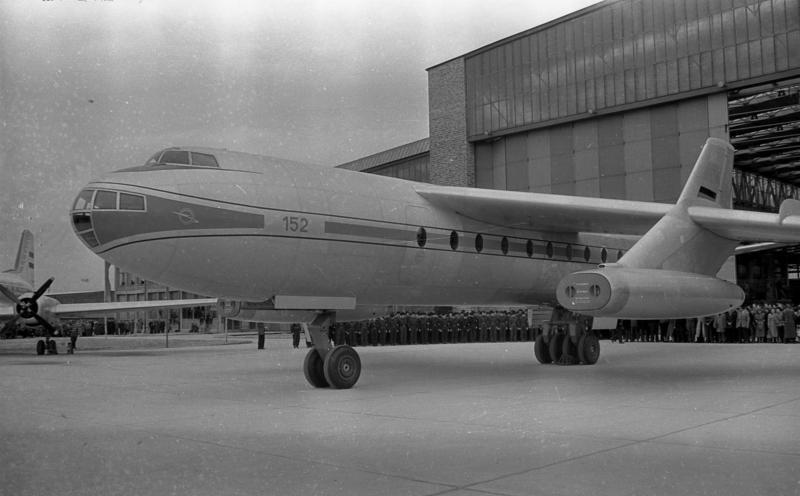
Roll-out del velivolo da trasporto passeggeri Baade 152/I "V-1" (1958).

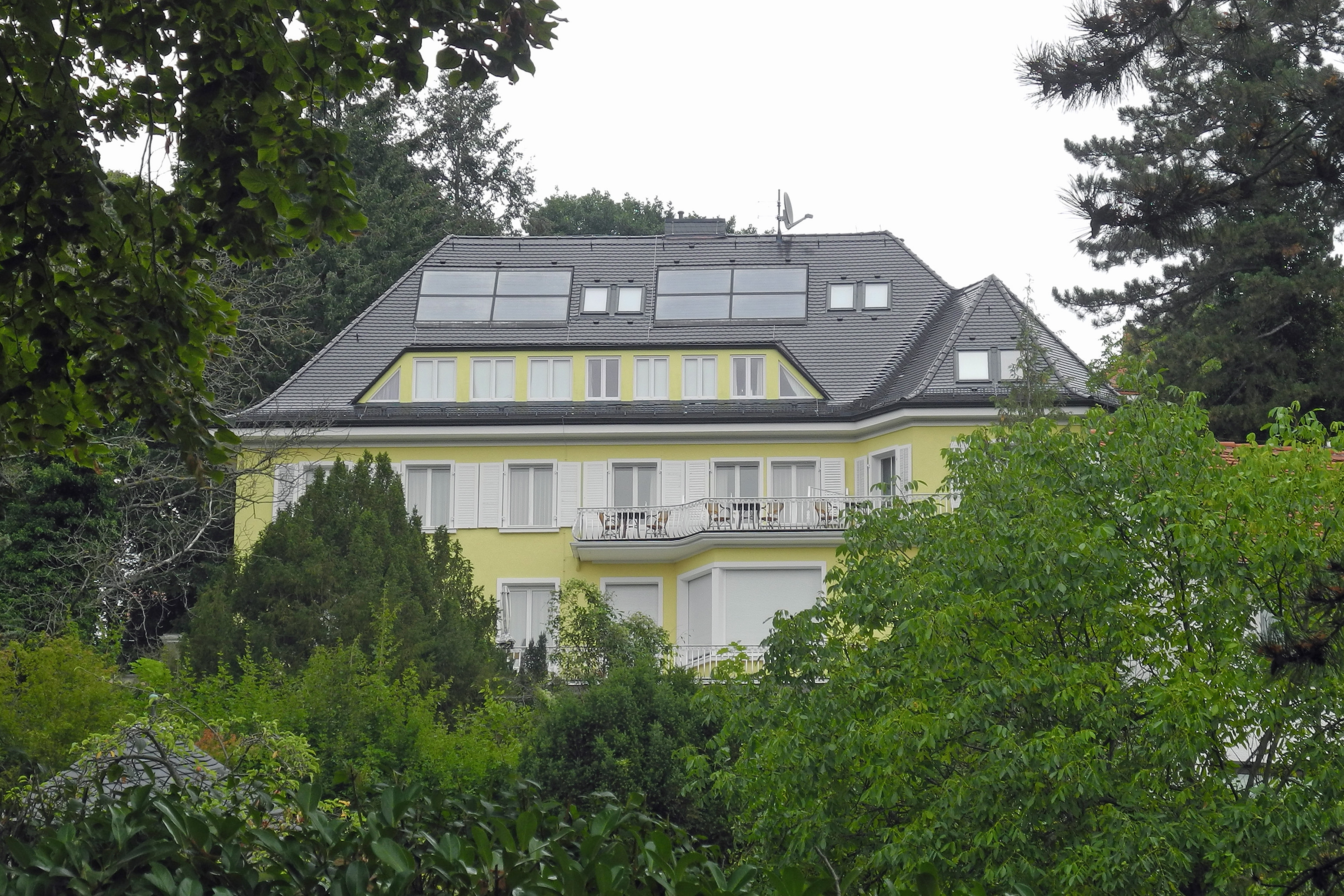
Residenza di Brunolf Baade a Loschwitz, Hermann-Prell-Strasse 6.

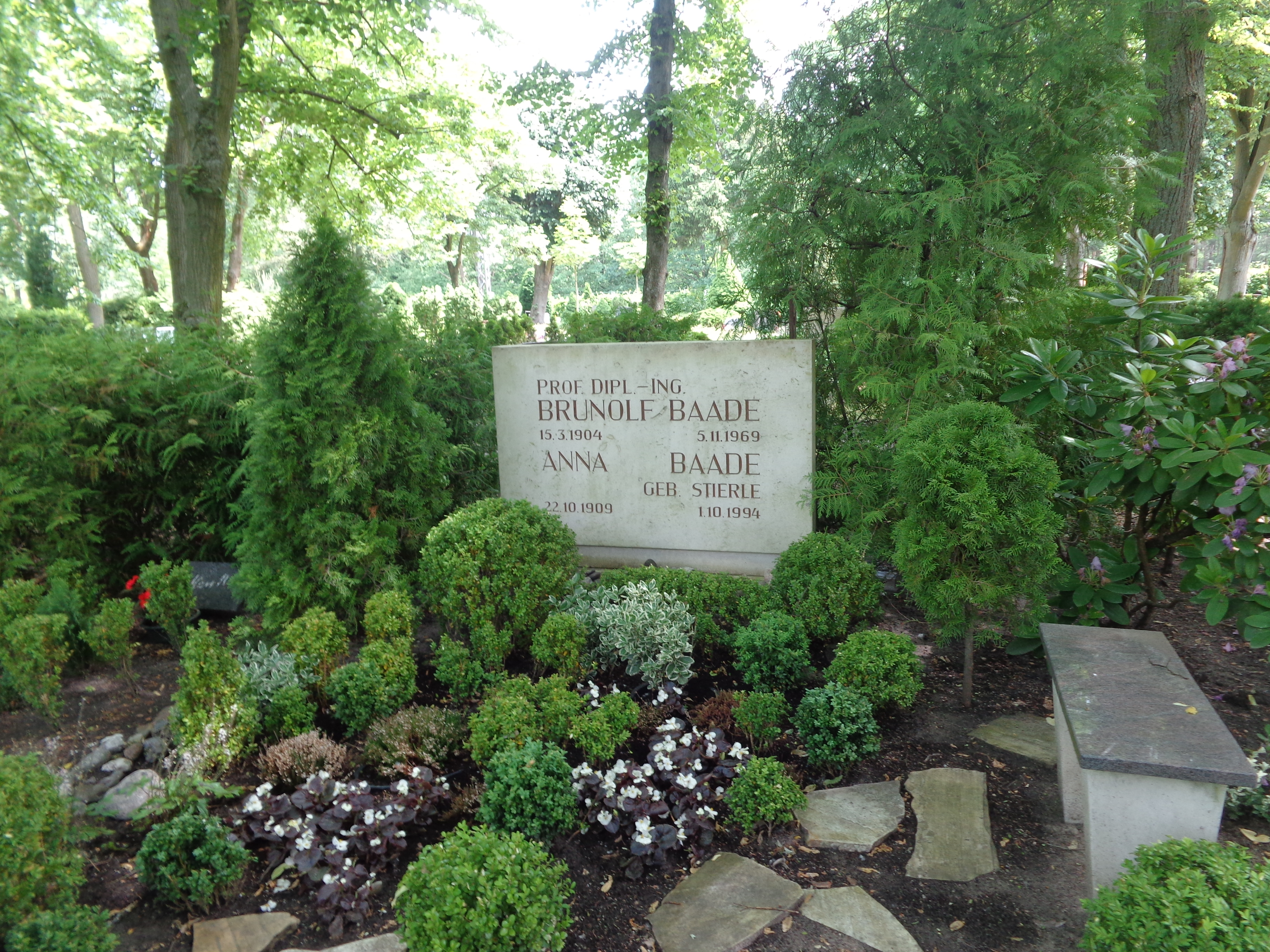
Tomba di Brunolf e Anna Baade al cimitero di Eichwalde.

Nacque al confine meridionale di Rixdorf, un quartiere densamente popolato che allora appena fuori dal perimetro settentrionale di Berlino. il 15 novembre 1904, figlio di Wilhelm e Martha Baade.
Suo padre era impiegato in una piccola azienda di elettronica, per poi diventare assemblatore e operaio tecnico, mentre la madre gestiva un piccolo negozio di cappelli.  La coppia aveva anche due figlie più piccole.
Dal 1910 frequentò il Kaiser-Friedrich-Realgymnasium di Rixdorf, conseguendo l'abitur nel 1922, e in linea con le sue aspirazioni di carriera come costruttore navale, si iscrisse all'Università Tecnica di Berlino.  Compì uno stage di lavoro presso il cantiere navale Blohm + Voss di Amburgo venendo coinvolto nella realizzazione della nave mercantile Waskenland, e quando quest'ultima entrò in servizio si imbarcò sulla nave in qualità di addetto alla movimentazione del carbone, cogliendo l'occasione per esplorare il Sud America scoprendone le genti e le usanze.   Il viaggio, durato circa quattro mesi, lo portò ad attraversare il Canale di Panama e a doppiare Capo Horn.
Ritornato in Germania nel 1923 riprese gli studi in ingegneria meccanica presso l'Università tecnica di Berlino superando l'esame preliminare del diploma in costruzione navale ed aeronautica nel 1926. Mentre studiava a Berlino unì alla Akaflieg e iniziò a costruire alianti a causa delle limitazioni alla produzione di aerei a motore in Germania introdotta con le disposizioni del Trattato di Versailles stipulato nel 1919.
Durante l'interruzione dei suoi studi che seguì dal novembre 1926, lavorò presso l'Deutsche Versuchsanstalt für Luftfahrt a Berlino-Adlershof fino al marzo 1927. Mentre si trovava li fu inviato per quattro mesi presso la società Luftschiffbau Zeppelin di Friedrichshafen, per eseguire test in alta quota sui motori nella camera a vuoto qui disponibile. Durante questo periodo colse l'offerta della Deutsche Verkehrsfliegerschule e verso la fine del 1927 conseguì il brevetto di pilota.
Con la prospettiva di conseguire il dottorato presso l'Università tecnica di Monaco, continuò i suoi studi lì e lavorò brevemente come tirocinante dal 16 marzo al 20 aprile 1929 presso la Bayerische Flugzeugwerke AG (BFW) di Augsburg. Il 14 novembre 1929 ricevette il titolo accademico di ingegnere presso l'Università tecnica di Monaco. 
Poiché non c'erano posti vacanti di assistente all'università, accettò l'offerta della BFW e lavorò come assistente tecnico nel reparto vendite fino all'aprile 1930. Era anche responsabile dei collaudi di vari tipi di aerei sportivi quali il M 18, lo M20 e l'M 24. Tra BFW e la Eastern Aircraft Corp. Era stato siglato un accordo per la produzione su licenza degli aerei tedeschi negli Stati Uniti d'America, ma la cosa non fu più possibile a causa della gravissima crisi finanziaria ed economica globale. La prevista produzione su licenza degli aerei Messerschmitt doveva essere effettuata sotto la diretta supervisione degli ingegneri tedeschi dello stabilimento. Utilizzando alcuni contatti si licenziò al fine di recarsi negli Stati Uniti dove lavorò per la Crescent Aircraft Corporation, General Aviation Manufacturing Corp., Knoll Brayton Aeronautical Corp. e per la Fokker Aircraft Corporation, filiale americana del gruppo olandese Fokker.
Scaduto il visto di dodici mesi, tornò nuovamente la Germania a cavallo degli anni 1931-1932 per stabilirsi definitivamente negli Stati Uniti con un nuovo visto e una "Green Card". Nel 1932 sposò Anna Stierle, anche lei tedesca, negli Stati Uniti, da cui ebbe quattro figli, Ingeborg (nata nel 1934), Angelika (nata nel 1937), Olaf (nato nel 1944), Eleanor (nata nel 1946).
Nell'autunno del 1932, Baade si trasferì alla Goodyear-Zeppelin Corporation ad Akron, dove fu coinvolto, tra l'altro, nello sviluppo dei dirigibili Akron e Macon e del vagone espresso "Comet". Tornò in Germania nel 1936 sulla nave Columbus  e ricevette un contratto di lavoro a tempo determinato di due anni presso con gli stabilimenti Junkers di Dessau, dove il 1º ottobre iniziò a lavorare come capo del dipartimento costruzioni. Nel 1938 contattò nuovamente i suoi datori di lavoro americani, poco prima della scadenza del suo contratto di lavoro, per informarsi sulle opportunità di lavoro esistenti. Sfruttando l'estensione del suo contratto di lavoro e le opportunità di avanzamento di carriera offerte dalla Junkers, continuò a lavorare per l'azienda. Nell'estate del 1939, anticipando lo scoppio della seconda guerra mondiale, tentò nuovamente di trasferirsi negli Stati Uniti con la famiglia. Tre settimane prima dello scoppio del conflitto non gli fu permesso di lasciare il Paese, nonostante fosse già stato prenotato il biglietto per la nave.
Negli anni della guerra fu coinvolto nella progettazione dei velivoli Ju 88, Ju 188, Ju 288, Ju 388 e Ju 287 facendo nel contempo carriera all'interno della gerarchia aziendale.
Dopo che Dessau fu occupata dalle unità dell'US Army, fu brevemente internato nei campi di prigionia. Dopo la sua liberazione, ricoprì un ruolo chiave nell'impresa di costruzioni della città di Dessau e nel dicembre 1945 fu nominato, dal Presidente della Provincia di Sassonia, membro del consiglio di amministrazione della Junkers Flugzeug- und Motorenwerke Aktiengesellschaft, che era ora sotto il controllo della Amministrazione militare sovietica in Germania.
Incaricato di ricostruire gli stabilimenti Junkers al fine di fornire riparazioni all'Unione Sovietica ricevette il compito di completare il progetto del bombardiere a reazione Ju 287 come EF 131, e di fornire rapporti sull'armamento aereo tedesco nella seconda guerra mondiale. Ciò includeva anche alcuni sviluppi di velivoli iniziati prima della fine della guerra, che egli continuò a perseguire, come il bombardiere a lungo raggio EF 132 a sei motori non realizzato e l'aereo da attacco EF 126 derivato dalla V 1, che fu testato sia a Dessau che nell'Unione Sovietica.
Il progetto del bombardiere a reazione EF 132 fu continuato nell'URSS nel 1946 come parte della Azione Osoaviachim che vide lui e suoi dipendenti deportati forzatamente in URSS. Trasferito a Podberesje (città di Dubna), vicino a Mosca, lavorò ad un ulteriore sviluppo dello EF 131, allo EF 140 e al Samoljot 150.
Dal 1952 egli iniziò una personale campagna per la fondazione di un'industria aeronautica nell'allora DDR sotto la direzione dello Stato e della SED. L'inizio del rimpatrio dei dipendenti portati in Unione Sovietica costituì la base personale per l'ulteriore sviluppo dell'aereo di linea "152", che era già iniziato a Savjolowo.
Dopo essere tornato in Germania nel 1954, divenne capo progettista dell'industria aeronautica della DDR e responsabile dello sviluppo dell'aereo da trasporto civile  "152".
Un nuovo impianto di produzione fu costruito a Dresda tra molte difficoltà, in cui vennero sviluppati altri progetti, oltre alla costruzione su licenza dell'Ilyushin Il-14.  A causa dei suoi risultati scientifici e della sua esperienza costruttiva fu nominato professore di costruzioni aeronautiche nel 1954. Dal 1958 al 1963 fu candidato al Comitato centrale della SED e nel 1959 venne insignito dell'Ordine al merito per la patria della DDR per i suoi successi.
Dopo aver completato la VVB Flugzeugbau a Dresda nel 1961, divenne direttore dell'Istituto per la costruzione leggera e l'uso economico dei materiali (IfL). Dal 1955 al 1961 fu docente presso la Facoltà di aeronautica dell'Università Tecnica di Dresda, e fu anche membro dello Forschungsrat der DDR sin dalla sua fondazione nel 1957.
Si spense dopo una lunga malattia il 5 novembre 1969 in un ospedale di Berlino a causa di un cancro allo stomaco. La tomba della coppia si trova nel cimitero di Eichwalde nel distretto brandeburghese di Dahme-Spreewald.

## Pubblicazioni
- Farnborough, Dresden 1959.
- Dem Fortschritt verbunden, Leipzig 1957.

### Annotazioni
1. ↑  Il quartiere di Rixdorf venne incorporato nella grande Berlino nel 1920.
2. ↑  Discendente da una famiglia di agricoltori, tra i suoi antenati vi era lo scrittore e poeta August Heinrich Hoffmann von Fallersleben.
3. ↑  All'età di 14 anni diede il suo entusiasta, anche se breve coinvolgimento, in alcuni dei preparativi per la rivoluzione d'ottobre, che esplose nel dopo guerra in Germania, e ciò allarmò i suoi genitori, mai loro stessi particolarmente coinvolti nella politica, e la cosa suggerì loro che l'ambiente scolastico che frequentava, piuttosto conservatore, aveva rilasciato una vena ribelle nel ragazzo.

### Fonti
1. ↑   Ortsverein Loschwitz-Wachwitz e. V. (Hrsg.), Loschwitz – Illustrierte Ortsgeschichte: 1315–2015. Elbhang-Kurier-Verlag, 2015, ISBN 978-3-936240-31-3, p. 268/69
2. 1 2 3 4 5 6  Müller 2010, p. 14.
3. 1 2 3 4 5  Müller 2010, p. 15.
4. 1 2 3  Müller 2010, p. 16.
5. 1 2 3 4  Müller 2010, p. 18.
6. ↑  Müller 2010, p. 20.
7. 1 2  Müller 2010, p. 23.
8. ↑  Müller 2010, p. 19.
9. ↑  Müller 2010, p. 26.
10. ↑  Müller 2010, p. 27.
11. ↑  Müller 2010, p. 28.
12. 1 2  Müller 2010, p. 30.
13. ↑  Müller 2010, p. 31.
14. ↑  Müller 2010, p. 36.
15. ↑  Müller 2010, p. 42.
16. ↑  Müller 2010, p. 43.
17. ↑  Müller 2010, p. 46.
18. ↑  Müller 2010, p. 51.
19. ↑  Müller 2010, p. 56.
20. ↑  Müller 2010, p. 61.
21. ↑  Müller 2010, p. 64.
22. ↑  Müller 2010, p. 80.
23. ↑  Müller 2010, p. 89.
24. ↑  Augustine 2007, p. 118.
25. ↑  Müller 2010, p. 99.
26. ↑  Müller 2010, p. 90.
27. ↑  Hirschel, Prem, Madelung 2004, pp. 359-360.
28. 1 2 3 4  Hirschel, Prem, Madelung 2004, p. 108.
29. ↑  Augustine 2007, p. 119.